# Marathon van Nagano

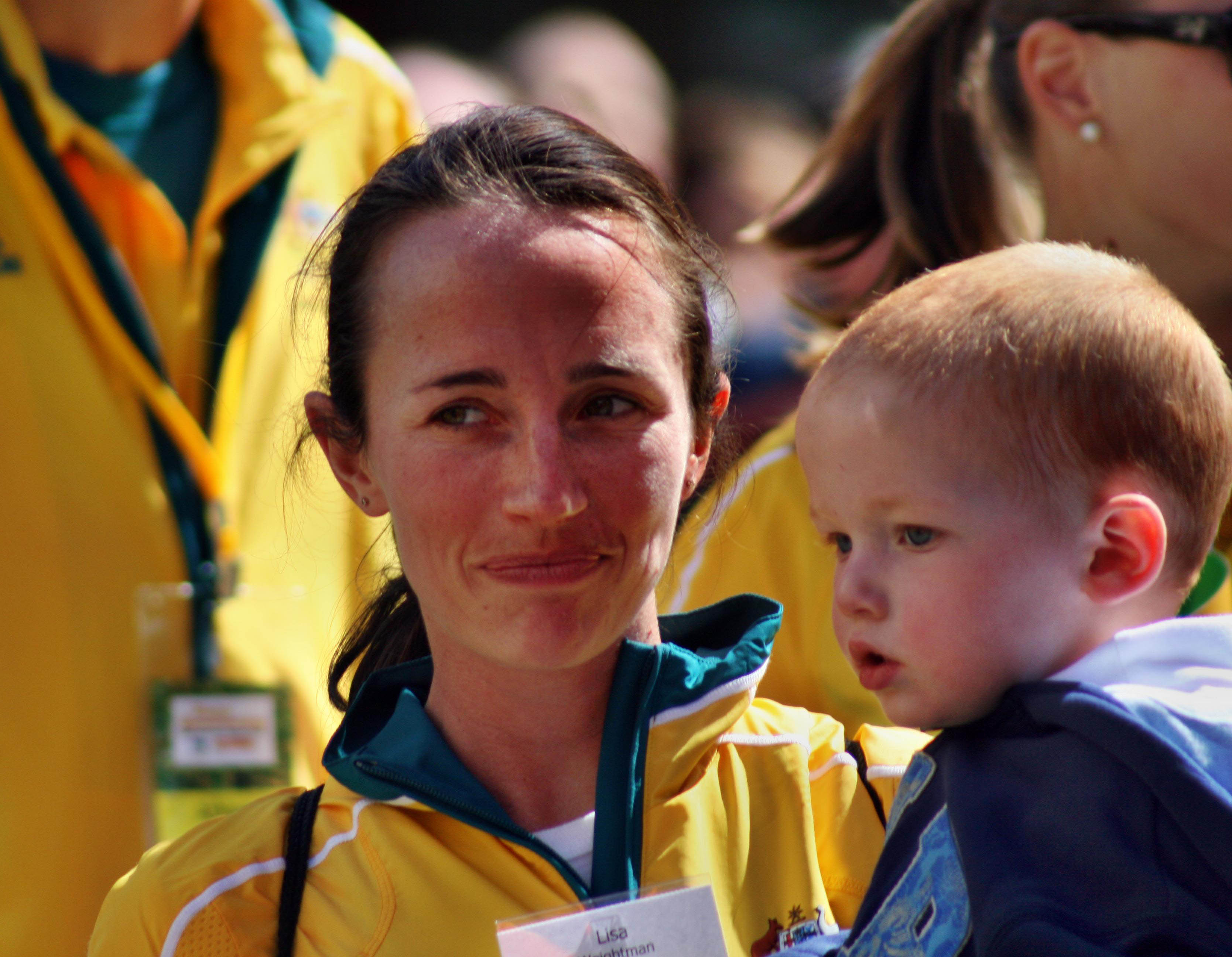
Lisa Weightman, de winnares van 2010

De Marathon van Nagano (Japans:長野オリンピック記念 長野マラソン, Nagano Orinpikku Kinen Nagano Marason) is een hardloopwedstrijd van 42,195 km, die jaarlijks wordt gehouden in Nagano. In tegenstelling tot veel andere Japanse marathons is deze wedstrijd ook opengesteld voor trimlopers.

## Geschiedenis
De geschiedenis van deze loop stamt uit 1958, toen de wedstrijd nog Shinmai Marathon heette. In 1999 werd het evenement hernoemd naar zijn huidige naam. Bij de vrouwen werd het parcoursrecord in 2000 gelopen.
In 2011 werd de loop afgelast. Het inschrijfgeld werd gedoneerd ten behoeve van de slachtoffers van de aardbeving en de tsunami.
De Keniaanse mannen wonnen de meeste wedstrijden. De wedstrijd bij de vrouwen werd met name door Russische loopsters gedomineerd. Nephat Kinyanjui won de marathon drie achtereenvolgende malen, namelijk tussen 2006 en 2008.

## Parcours
De start vindt plaats bij het Nagano City Athletic Park. Het parcours van 1999 ging 4,27 meter per kilometer omlaag, hetgeen precies binnen gestelde limieten valt om de marathon officieel te laten erkennen. Momenteel is het parcours vrij vlak. De route gaat door de stad, voorbij de tempel Zenko-ji en eindigt in het Olympiastadion.

## Parcoursrecord
- Mannen - 2:09.05 (Francis Kibiwott,  Kenia, 2012)
- Vrouwen - 2:24.55 (Elfenesh Alemu,  Ethiopië, 2000)

## Uitslagen
Nagano-periode
| Editie | Jaar          | Snelste man                             | Land                                    | Tijd                                    | Snelste vrouw                           | Land                                    | Tijd                                    |
| ------ | ------------- | --------------------------------------- | --------------------------------------- | --------------------------------------- | --------------------------------------- | --------------------------------------- | --------------------------------------- |
| 22     | 17 april 2022 | Junichi Ushiyama                        | Japan                                   | 2:14.42                                 | Akane Sekino                            | Japan                                   | 2:41.20                                 |
|        | 18 april 2021 | Afgelast omwille van de corona-pandemie | Afgelast omwille van de corona-pandemie | Afgelast omwille van de corona-pandemie | Afgelast omwille van de corona-pandemie | Afgelast omwille van de corona-pandemie | Afgelast omwille van de corona-pandemie |
|        | 19 april 2020 | Afgelast omwille van de corona-pandemie | Afgelast omwille van de corona-pandemie | Afgelast omwille van de corona-pandemie | Afgelast omwille van de corona-pandemie | Afgelast omwille van de corona-pandemie | Afgelast omwille van de corona-pandemie |
| 21     | 21 april 2019 | Jackson Kiprop                          | Oeganda                                 | 2:10.39                                 | Meskerem Hunde                          | Ethiopië                                | 2:33.32                                 |
| 20     | 15 april 2018 | Abdela Godana                           | Ethiopië                                | 2:13.54                                 | Asami Furuse                            | Japan                                   | 2:34.09                                 |
| 19     | 16 april 2017 | Taiga Ito                               | Japan                                   | 2:14.39                                 | Rachel Mutgaa                           | Kenia                                   | 2:33.00                                 |
| 18     | 17 april 2016 | Jairus Chanchima                        | Kenia                                   | 2:15.31                                 | Shasho Insermu                          | Ethiopië                                | 2:34.19                                 |
| 17     | 19 april 2015 | Chirchir Henry                          | Kenia                                   | 2:11.39                                 | Jepkemboi Beatrice                      | Kenia                                   | 2:34.02                                 |
| 16     | 20 april 2014 | Serhij Lebid                            | Oekraïne                                | 2:13.56                                 | Alina Prokopewa                         | Rusland                                 | 2:30.56                                 |
| 15     | 21 april 2013 | Yuki Kawauchi                           | Japan                                   | 2:14.27                                 | Natalia Puchkova                        | Rusland                                 | 2:30.40                                 |
| 14     | 15 april 2012 | Francis Kibiwott                        | Kenia                                   | 2:09.05                                 | Pauline Wangui                          | Kenia                                   | 2:34.22                                 |
|        | 17 april 2011 | Geannuleerd vanwege aardbeving          | Geannuleerd vanwege aardbeving          | Geannuleerd vanwege aardbeving          | Geannuleerd vanwege aardbeving          | Geannuleerd vanwege aardbeving          | Geannuleerd vanwege aardbeving          |
| 12     | 18 april 2010 | Nicholas Chelimo                        | Kenia                                   | 2:10.24                                 | Lisa Weightman                          | Australië                               | 2:28.48                                 |
| 11     | 19 april 2009 | Isaac Macharia Wanjohi                  | Kenia                                   | 2:11.21                                 | Irina Timofejeva                        | Rusland                                 | 2:30.07                                 |
| 10     | 20 april 2008 | Nephat Kinyanjui                        | Kenia                                   | 2:14.17                                 | Alevtina Ivanova                        | Rusland                                 | 2:26.38                                 |
| 9      | 15 april 2007 | Nephat Kinyanjui                        | Kenia                                   | 2:13.32                                 | Alevtina Ivanova                        | Rusland                                 | 2:27.49                                 |
| 8      | 16 april 2006 | Nephat Kinyanjui                        | Kenia                                   | 2:11.18                                 | Albina Ivanova                          | Rusland                                 | 2:28.52                                 |
| 7      | 17 april 2005 | Isaac Macharia Wanjohi                  | Kenia                                   | 2:10.59                                 | Albina Ivanova                          | Rusland                                 | 2:28.21                                 |
| 6      | 11 april 2004 | Moges Taye                              | Ethiopië                                | 2:13.09                                 | Fatuma Roba                             | Ethiopië                                | 2:28.05                                 |
| 5      | 20 april 2003 | Erick Wainaina                          | Kenia                                   | 2:12.00                                 | Madina Biktagirova                      | Rusland                                 | 2:28.23                                 |
| 4      | 14 april 2002 | Josia Thugwane                          | Zuid-Afrika                             | 2:13.23                                 | Madina Biktagirova                      | Rusland                                 | 2:26.09                                 |
| 3      | 15 april 2001 | Maxwell Musembi                         | Kenia                                   | 2:12.20                                 | Akiyo Onishi                            | Japan                                   | 2:31.20                                 |
| 2      | 9 april 2000  | Erick Wainaina                          | Kenia                                   | 2:10.17                                 | Elfenesh Alemu                          | Ethiopië                                | 2:24.55                                 |
| 1      | 18 april 1999 | Jackson Kabiga                          | Kenia                                   | 2:13.26                                 | Valentina Jegorova                      | Rusland                                 | 2:28.41                                 |

Shinmai-periode
| Jaar            | Snelste man        | Land  | Tijd      | Snelste vrouw     | Land          | Tijd          |
| --------------- | ------------------ | ----- | --------- | ----------------- | ------------- | ------------- |
| 29 maart 1998   | Yoshifumi Miyamoto | Japan | 2:17.34   |                   |               |               |
| 30 maart 1997   | Isamu Sennai       | Japan | 2:17.24   |                   |               |               |
| 31 maart 1996   | Koichi Haraguchi   | Japan | 2:19.20   |                   |               |               |
| 26 maart 1995   | Fumiaki Makino     | Japan | 2:17.22   | Mineko Yamanouchi | Japan         | 2:36.35       |
| 27 maart 1994   | Yukiyasu Ogura     | Japan | 2:16.10   |                   |               |               |
| 28 maart 1993   | Takashi Kondo      | Japan | 2:15.43   |                   |               |               |
| 29 maart 1992   | Toshinobu Sato     | Japan | 2:14.05   |                   |               |               |
| 31 maart 1991   | Takashi Murakami   | Japan | 2:16.33   |                   |               |               |
| 25 maart 1990   | Kazuya Nishimoto   | Japan | 2:13.52   |                   |               |               |
| 26 maart 1989   | Yoshihiro Ohashi   | Japan | 2:17.25   |                   |               |               |
| 27 maart 1988   | Hideo Takamura     | Japan | 2:14.44   | Kumiko Fukuzawa   | Japan         | 2:41.39       |
| 29 maart 1987   | Yoshizo Morita     | Japan | 2:17.21   |                   |               |               |
| 23 maart 1986   | Takashi Sato       | Japan | 2:25.52   |                   |               |               |
| 24 maart 1985   | Hiromi Nishi       | Japan | 2:20.52   | Tokiko Fukuhara   | Japan         | 3:30.26       |
| 25 maart 1984   | Masaaki Shibusawa  | Japan | 2:19.13   |                   |               |               |
| 27 maart 1983   | Shuzo Nakajima     | Japan | 2:17.47   | Hideko Miyashita  | Japan         | 3:28.01       |
| 28 maart 1982   | Fumio Inoue        | Japan | 2:21.21   |                   |               |               |
| 29 maart 1981   | Tadashi Matsumoto  | Japan | 2:16.59   | Shizue Takayama   | Japan         | 3:35.38       |
| 23 maart 1980   | Atsuhide Maeda     | Japan | 2:15.23   | Chie Matsuda      | Japan         | 2:57.07       |
| 25 maart 1979   | Osamu Kitahara     | Japan | 2:21.10   | Niet gehouden     | Niet gehouden | Niet gehouden |
| 26 maart 1978   | Tomio Ito          | Japan | 2:22.04,0 | Niet gehouden     | Niet gehouden | Niet gehouden |
| 3 november 1977 | Haruki Okubo       | Japan | 2:25.18   | Niet gehouden     | Niet gehouden | Niet gehouden |
| 14 maart 1976   | Kaneo Hikima       | Japan | 2:17.31   | Niet gehouden     | Niet gehouden | Niet gehouden |
| 16 maart 1975   | Osamu Kitahara     | Japan | 2:21.43   | Niet gehouden     | Niet gehouden | Niet gehouden |
| 24 maart 1974   | Kunio Miura        | Japan | 2:21.28   | Niet gehouden     | Niet gehouden | Niet gehouden |
| 15 april 1973   | Seiji Fukada       | Japan | 2:21.27   | Niet gehouden     | Niet gehouden | Niet gehouden |
| 23 april 1972   | Kimio Otsuka       | Japan | 2:21.03,4 | Niet gehouden     | Niet gehouden | Niet gehouden |
| 18 april 1971   | Kimio Otsuka       | Japan | 2:18.17,6 | Niet gehouden     | Niet gehouden | Niet gehouden |
| 12 maart 1970   | Kunio Miura        | Japan | 2:21.29,0 | Niet gehouden     | Niet gehouden | Niet gehouden |
| 23 maart 1969   | Toru Terasawa      | Japan | 2:21.02,2 | Niet gehouden     | Niet gehouden | Niet gehouden |
| 20 maart 1968   | Juichi Sato        | Japan | 2:20.50,6 | Niet gehouden     | Niet gehouden | Niet gehouden |
| 21 maart 1967   | Kunio Miura        | Japan | 2:21.27,8 | Niet gehouden     | Niet gehouden | Niet gehouden |
| 21 maart 1966   | Tadaaki Ueoka      | Japan | 2:22.36,6 | Niet gehouden     | Niet gehouden | Niet gehouden |
| 21 maart 1965   | Kimio Karasawa     | Japan | 2:22.31,6 | Niet gehouden     | Niet gehouden | Niet gehouden |
| 3 mei 1964      | Susumu Noro        | Japan | 2:23.11,6 | Niet gehouden     | Niet gehouden | Niet gehouden |
| 31 maart 1963   | Tadayoshi Shiozuka | Japan | 2:27.05   | Niet gehouden     | Niet gehouden | Niet gehouden |
| 1 april 1962    | Nobuyoshi Sadanaga | Japan | 2:27.43   | Niet gehouden     | Niet gehouden | Niet gehouden |
| 19 maart 1961   | Katsuyoshi Ito     | Japan | 2:28.41   | Niet gehouden     | Niet gehouden | Niet gehouden |
| 27 maart 1960   | Hidenori Baba      | Japan | 2:29.11   | Niet gehouden     | Niet gehouden | Niet gehouden |
| 19 april 1959   | Tadaichi Ishibuchi | Japan | 2:32.07   | Niet gehouden     | Niet gehouden | Niet gehouden |
| 20 april 1958   | Kikuo Ono          | Japan | 2:30.15   | Niet gehouden     | Niet gehouden | Niet gehouden |